# Gustau (nom)

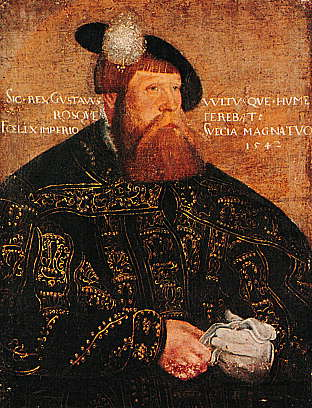
Retrat de Gustau Vasa (Jakob Bincks, 1542)

Gustau (nòrdic antic: Gustav o Gustaf) és un nom propi masculí que, en origen, probablement significava 'bàcul dels gautes', un poble germànic que vivia al sud de l'actual Suècia, conegut sobretot per un dels seus reis llegendaris, Beowulf.
L'onomàstica se celebra el 3 d'agost o el 27 d'octubre. Les seves variants femenines, molt menys comunes, són Gustava i Gustavina.

## Etimologia
Gustau deriva dels vocables nòrdics Gautr ('gauta') i stafr ('bàcul'). Gustau seria, llavors, 'aquell que sosté els gautes', és a dir, els suecs del sud. Aquesta interpretació era compartida pel rei Gustau Vasa. La indentificació, promoguda pel goticisme i encara discutida, entre gautes i gots ha servit perquè sovint es digui que el nom voldria dir 'bàcul dels gots'.
Una altra etimologia possible parla d'un origen en l'antiga llengua eslava a partir de «Gostislav», interpretat com a «Gost» ('hoste') i «slav» ('glòria').

## En altres llengües
Gustau també és un nom comú en altres llengües. La seva forma llatina és «Gustavus», mentre que en finès es converteix en «Kustaa». En islandès i feroès sol escriure's «Gústav» o «Gústaf».
En suec existeix a més la forma alternativa «Gösta».
- Alemany: Gustav o també Gustaf
- Anglès: Gustav
- Belarús: Густаў (Gustaŭ)
- Búlgar, Rus i Ucraïnès: Густав (Gustav)
- Castellà, Gàllego, Italià i Portuguès: Gustavo
- Croat: Gustav
- Eslovac: Gustáv
- Eslovè: Gustav
- Finès: Kustaa
- Francès: Gustave
- Islandès: Gústaf
- Llatí: Gustavus
- Grec modern: Γουστάβος (Goustávos)
- Hebreu: גוסטב (Gustav)
- Hongarès: Gusztáv
- Letó: Gustavs
- Lituà: Gustavas
- Neerlandès: Gustaaf
- Polonès: Gustaw
- Txec: Gustav

## Història
El primer testimoni escrit de la seva existència correspon a l'any 1225, a Suècia, amb la forma Gostauus.
Sis reis de Suècia van fer servir aquest nom, dels quals cal destacar en Gustau Vasa, sobirà del segle xvi. A partir d'aquell moment ha estat un nom repetit entre els seus successors.

## Propagació
| País/Estat           | Adults            | Adults      | Adults  | Nens         | Nens        | Nens     | Nens |
| País/Estat           | Persones          | Percentatge | Posició | Persones     | Percentatge | Posició  |      |
| -------------------- | ----------------- | ----------- | ------- | ------------ | ----------- | -------- | ---- |
| SuèciaGustav         | 77.472 (2006)     | 1,71 %      | 23.     | 672 (2006)   | 1,2 %       | 18.      |      |
| Suècia Gustaf        | 48.198 (2006)     | 1,06 %      | 49.     | - (2006)     | -           | (> 100.) |      |
| Finlàndia Kustaa     | 18.395 (2007)     | 0,7 %       | -       | - (2005)     | -           | (> 73.)  |      |
| Hongria Gusztáv      | 5.354 (2005)      | 0,11 %      | 76.     | - (2005)     | -           | (> 100.) |      |
| Espanya Gustavo      | 26.259 (2005)     | 0,13 %      | 97.     | - (2005)     | -           | (> 100.) |      |
| Finlàndia Kyösti     | 6.646 (2007)      | 0,25 %      | -       | - (2005)     | -           | (> 73.)  |      |
| Finlàndia Gustav     | 6.496 (2007)      | 0,25 %      | -       | 27 (2005)    | 0,09 %      | 68.      |      |
| Bèlgica Gustaaf      | 9.116 (2002)      | 0,18 %      | 125.    | - (2000)     | -           | (> 100.) |      |
| Dinamarca Gustav     | 4.990 (2007)      | 0,18 %      | -       | 479 (2005)   | 1,7 %       | 25.      |      |
| Txèquia Gustav       | 2.206 (2006)      | 0,04 %      | 128.    | 3 (2006)     | 0,01 %      | 273.     |      |
| Noruega Gustav       | 1.450 (2006)      | 0,06 %      | 252.    | 52 (2006)    | 0,17 %      | 123.     |      |
| Illes Fèroe Gustav   | 7 (2006)          | 0,03 %      | 451.    | - (2006)     | -           | (> 70.)  |      |
| Estats Units Gustavo | 37.742 (1990)     | 0,03 %      | 418.    | 1.097 (2005) | 0,06 %      | 293.     |      |
| França Gustave       | 1.489 (2004)      | 0,01 %      | 498.    | 34 (2004)    | 0,01 %      | 556.     |      |
| Xile Gustavo         | (< 50.429) (2005) | (< 0,62 %)  | -       | 311 (2005)   | 0,26 %      | 78.      |      |

## Personatges famosos

### Homes
- Gustau I de Suècia, pertanyent a la dinastia Vasa (1521–1560).
- Gustau II Adolf, dinastia Vasa (1611–1632).
- Carles X Gustau, dinastia Palatina (1654–1660).
- Gustau III de Suècia, dinastia Holstein-Gottorp (1771–1792).
- Gustau IV Adolf de Suècia, dinastia Holstein-Gottorp (1792–1809).
- Gustau V de Suècia, dinastia Bernadotte (1907–1950).
- Gustau VI Adolf de Suècia, dinastia Bernadotte (1950–1973).
- Carles XVI Gustau de Suècia, actual sobirà (1973–).
- Gösta Andersson, lluitador suec.
- Gustaf Dalén, inventor suec, Premi Nobel de Física 1912.
- Gustau Biosca i Pagès, futbolista català dels anys 1950.
- Gustav Ludwig Hertz, físic alemany, Premi Nobel de Física 1925.
- Gustav Robert Kirchhoff, físic i matemàtic alemany.
- Gustav Klimt, pintor austríac.
- Gustav Mahler, compositor austríac.
- Gustave Charpentier, compositor francès.
- Gustave Courbet, pintor francès.
- Gustave Eiffel, important arquitecte, dissenyador de la Torre Eiffel.
- Gustave Flaubert, escriptor francès.
- Gustavo Adolfo Bécquer, escriptor espanyol.
- Gustavo Cerati, músic i compositor argentí.
- Gustavo Kuerten, tennista brasiler.
- Carl Gustav Jung, metge, psiquiatre, psicòleg i assagista suís.
- Karl Gustav Hempel, filòsof alemany, un dels fundadors del positivisme lògic.

### Dones
- Gustava Carolina de Mecklenburg-Strelitz, duquessa.